# جوناثان مريديث
جوناثان مريديث (بالإنجليزية: Jonathan Meredith)‏ هو عسكري أمريكي، ولد في 1772 في مقاطعة باكز في الولايات المتحدة، وتوفي في 7 أغسطس 1805 في طرابلس في ليبيا.